# Jaroslav Kratochvíl (spisovatel)
Jaroslav Kratochvíl (17. ledna 1885 Tučapy – 20. března 1945 Terezín) byl český spisovatel a legionář.

## Život
Pocházel z rodiny vesnického učitele, českého vlastence, Ignáce Kratochvíla, narodil se jako druhé z pěti dětí (starší bratr Bohumil, mladší sestry Zdeňka, Marie a Františka). J. Kratochvíl studoval na Slovanském gymnáziu v Brně, z finančních důvodů rodiny přešel na hospodářskou školu v Přerově a zde odmaturoval. Následně se dostal na prestižní vysokou školu zemědělskou v Halle-Wittenberku (Německo), studia ukončil v roce 1906 (titul Ing.) a pak pracoval na velkostatcích a v cukrovaru. V období říjen 1906 až září 1907 vykonával vojenskou prezenční službu jako jednoroční dobrovolník u pěšího pluku č. 8 rakousko-uherské armády.
V první světové válce byl na ruské frontě, prošel boji u Haliče, dne 7. července 1915 padl do ruského zajetí. V zajetí se přihlásil do československých legií v Rusku (příslušníkem legií se stal 18. srpna 1917), absolvoval kurz na důstojníky pěchoty v záloze u 5. čs. střeleckého pluku "T. G. Masaryka". Po absolvování se stal nejprve velitelem roty, pak i praporu 5. čs. střeleckého pluku "Hanáckého". Dne 1. prosince 1918 byl povýšen do hodnosti majora.
V Irkutsku se seznámil s Akulinou Kononěnkovou (* 1899), studentkou, se kterou se začátkem roku 1920 oženil. V roce 1922 se jim pak narodila již v Praze dcera Taťána.
Po návratu z Ruska přes Sibiř a USA (v roce 1920) odešel do zálohy a získal místo úředníka ředitelství státních lesů a statků.
Přispíval do mnoha novin, časopisů a dalších tiskovin, např. do levicově orientovaného legionářského časopisu Průlom, později také do Var, v letech 1924–5 do Poledních novin, časopisu Sever a východ, Tvorba, Index (Brno), Levá fronta, Rudé právo.
V letech 1927–1929 působil jako odpovědný redaktor revue Nové Rusko. V letech 1924, 1932 a 1936 navštívil Sovětský svaz. Roku 1936 se stal členem tzv. U-Bloku. V roce 1937 se zúčastnil jako delegát II. mezinárodního kongresu spisovatelů v Barceloně spolu s E. E. Kischem a Lacem Novomeským V letech 1937–1939 byl místopředsedou Společnosti přátel demokratického Španělska. V roce 1939 byl ze státní služby předčasně penzionován a pracoval pak v nakladatelství Čin.
Za okupace byl členem ilegální KSČ a podílel se na vytváření odbojových struktur. V lednu 1945 byl za účast v odboji zatčen gestapem, následně byl deportován do Terezína, uvězněn v Malé pevnosti na IV. dvoře (cela č. 39), od 10. března 1945 ve vězeňské nemocnici, kde zemřel. 

## Dílo
- Seznam děl v Souborném katalogu ČR, jejichž autorem nebo tématem je Jaroslav Kratochvíl (spisovatel)

Jeho díla jsou výrazně levicová, některá by mohla být označena jako agitační. Ve svých dílech vystupoval jako kritik legií, nebo spíše legendy, která o legiích byla šířena.
- Cesta revoluce 1922 – popis jeho dojmů a zážitků z legií. Tato kniha je vlastně polemikou o významu legií, J. Kratochvíl zde dává najevo svůj souhlas s říjnovou revolucí.
- Vesnice (1924) – soubor povídek z let 1911–1914 z moravského venkova
- Z cesty do Ruska (1924) – cestopisná řada
- Jménem republiky
- Prameny 1934 – dvoudílný román, sympatizuje s říjnovou revolucí, dílo bylo sepsáno v letech 1923–33 a mělo sloužit jako úvod k celému románovému cyklu. Další části již nedopsal, rozepsané vyšly v roce 1956 pod názvem Řeka.
- Barcelona – Valencie – Madrid – kniha reportáží z cesty do Španělska (1937)
- Jurášek a Haninka (1941)
- Setba (1965) – soubor nevydaných textů z pozůstalosti autora
- Nebyl jsem pouhým divákem (1966) – kniha reportáží

O životě Jaroslava Kratochvíla vyšly dvě knižní monografie autorů Radko Pinze (v roce 1964) a literárního historika Radko Pytlíka (v roce 1980).